# Astragalus karabaghensis
Astragalus karabaghensis es una especie de planta del género Astragalus, de la familia de las leguminosas, orden Fabales.

## Distribución
Astragalus karabaghensis se distribuye por Turquía, Irán, Azerbaiyán y Armenia.

## Taxonomía
Fue descrita científicamente por Bunge. Fue publicada en Mém. Acad. Imp. Sci. Saint Pétersbourg, Sér. 7, 11(16): 93 (1868).